# مارتن بوبر

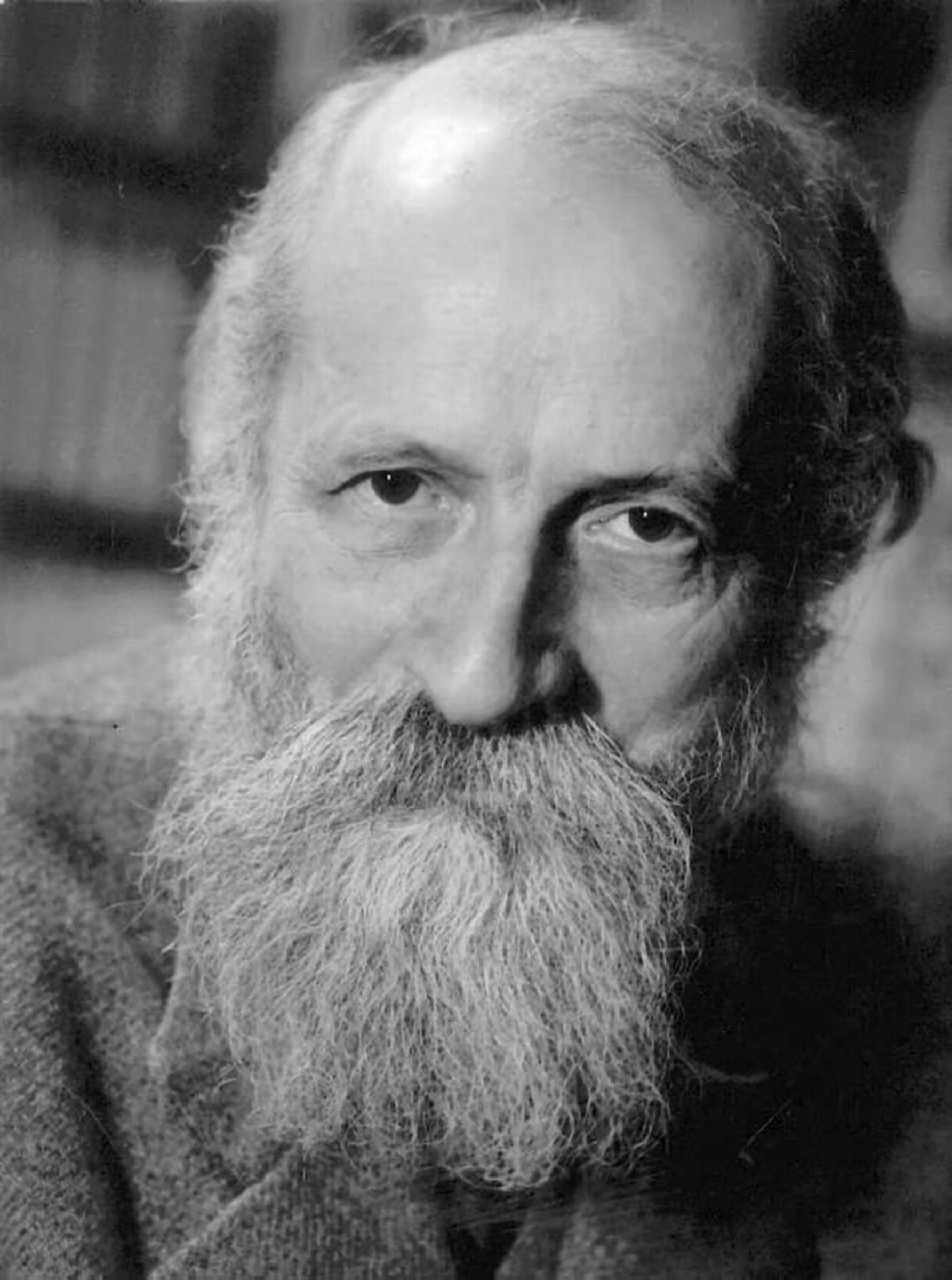
مارتن بوبر

مارتن بوبر (بالعبرية: מרטין בובר وبالألمانية: Martin Buber، وباليديشية: מארטין בובער) 8 فبراير 1878 في فيينا - 13 يونيو 1965 في القدس. كان فيلسوف نمساوي، اشتهر بـ «فلسفة الحوار»، وهي صورة من صور الوجودية، تدور حول التفريق بين علاقة «أنا وأنت» وعلاقة «أنا والشيء». وُلد في فيينا، في أسرة ملتزمة باليهودية، لكنه خرج عن العرف اليهودي ليتابع الدراسات الفلسفية العلمانية. في 1902 صار محررًا في صحيفة «دي ڤِلت» الأسبوعية، التي هي أساس الحركة الصِّهْيَوْنية، لكنه انسحب لاحقًا من العمل الصهيوني التنظيمي. في 1923 كتب مقالته الشهيرة عن الوجود «أنا وأنت» (بالألمانية: Ich und Du)، وفي 1925 بدأ ترجمة التوراة إلى اللغة الألمانية.
رُشح لجائزة نوبل في الأدب عن الأعمال التي كتبها 10 مرات، ولجائزة نوبل في السلام 7 مرات.

## حياته
وُلد مارتن (بالعبرية: מָרְדֳּכַי، وتُنطق فيها: مُردخاي) في فيينا، لأسرة يهودية أرثوذكسية. كان من نسل الحاخام مائير كاتزينيلنبوجن، المعروف بـ «مَحارَم باذوة». من أبرز أقاربه أيضًا: كارل ماركس. بعد طلاق والديه وهو في الثالثة، ربّاه جده في لفيف. كان جده سليمان بوبر عالمًا بالمِدْراش والأدب الحاخامي. كان بوبر يتكلم في داره باليديشية والألمانية. في 1892 عاد إلى دار أبيه في لمبرغ الأوكرانية (لفيف حاليًّا).
على رغم اتصال بوبر بسلالة داوود -بقرابته من كاتزينيلنبوجن-، دَفعته أزمة دينية شخصية إلى الخروج عن الأعراف الدينية اليهودية. أخذ يقرأ كتب إيمانويل كانت وسورين كيركغور وفريدريك نيتشه، والأخيران تحديدًا ألهماه الاتجاه إلى الدراسات الفلسفية. في 1896 بدأ يدرس في فيينا: الفلسفة، وتاريخ الفن، والدراسات الألمانية، وفقه اللغة.
في 1898 انضم إلى الحركة الصهيونية، مشاركًا في الأعمال التنظيمية والتشريعية. بينما هو يدرس في زيورخ في 1899، قابل بولا ڤِنكلر التي تجوزها بعد، وهي «كاتبة كاثوليكية باهرة من أسرة بافارية فلاحية»، تحولت بعدئذ إلى اليهودية.
كان بوبر في البداية مؤيدًا للحرب العظمى، بصفتها «مهمة تاريخية عالمية» لألمانيا والمثقفين اليهوديين لتحضير الشرق أدنى. يرى بعض الباحثين أنه في إقامته بفيينا –أثناء الحرب العالمية الأولى وعقبها– تأثر بكتابات جاكوب إل. مورينو، وخصوصًا في استعمال تعبير «المواجهة».
في عام 1917 نشر مارتن بوبر قصتين من قصص فرانز كافكا القصيرة: «تقرير لأكاديمية» (Ein Bericht für eine Akademie)، «بنات آوى والعرب» (Schakale und Araber).
في 1930 صار بوبر أستاذًا فخريًّا في جامعة غوته في فرانكفورت، لكنه استقال أستاذيَّتَه احتجاجًا على تولي أدولف هتلر الحكم في 1933. بعدئذ أسس «المكتب المركزي لتعليم بالغِي اليهود»، الذي ازدادت أهميته ازديادًا بعدما منعت الحكومة الألمانية اليهود من التعليم العام. في 1938 غادر بوبر ألمانيا واستقر في القدس بفلسطين الانتدابية، وعُين أستاذًا في الجامعة العبرية، ودرّس الأنثروبولوجيا وعلم الاجتماع.
أثناء إقامته وكتابته في القدس، زاد بوبر من مشاركته السياسية، واستمر في تطوير أفكاره حول الصهيونية. وفي عام 1942، شارك في تأسيس حزب إيهود، الذي دعا إلى برنامج ثنائي القومية.
في 1958 ماتت زوجته بولا، ومات هو في منزله بحيّ الطالبية في القدس يوم 13 يونيو 1965. أنجبا ابنًا وبنتًا: رافائيل بوبر، وإيفا اشتغاوص اشطاينتس.

## آراؤه الصهيونية
خالف بوبر تيودورَ هرتزل في اتجاه الصهيونية سياسيًّا وثقافيًّا. تصوَّر هرتزل الصهيونية من ناحية دولية قومية، ولم ير ضرورة للثقافة والدين اليهوديَّين. وأما بوبر ف]]رأى أن غاية الصهيونية هي الإثراء الاجتماعي والروحي، ورأى ضرورة إصلاح اليهودية بعد تأسيس إسرائيل: «فنحن نحتاج إلى مَن يفعل لليهودية ما فعله البابا يوحنا الثالث والعشرون للكنيسة الكاثوليكية». واصل هرتزل وبوبر السعي –باحترام على رغم الاختلاف– إلى هدفيهما حتى مماتهما.
في 1902 صار محررًا في صحيفة «دي ڤِلت» الأسبوعية، التي هي أساس الحركة الصهيونية. لكنه بعد عام شارك في حركة الحاسيديم اليهودية. أَعجب بوبر التزامُ مجتمعات الحاسيديم بدينها في ثقافتها وحياتها اليومية. كانت طائفة الحاسيديم مَعنية بالقيم التي طالما دعا إليها بوبر وطالب بأن يتبناها الصهاينة، على عكس المنظمات الصهيونية الأخرى التي لم تنشغل بغير السياسة. في 1904 انسحب من معظم أعماله التنظيمية الصهيونية، وكرس نفسه للدراسة والكتابة. وفي ذلك العام نشر أطروحته.
في أوائل العشرينيات بدأ مارتن يدعو إلى قيام دولة يهودية عربية، مصرِّحًا بأن على اليهود أن يعلنوا «رغبتهم في حياة سلْم وإخاء مع العرب، وفي جعل الوطن المشترَك جمهورية يكون للطائفتَيْن فيها فرصة التنمية الحرة».
كان بوبر رافضًا أن تكون الصهيونية مجرد حركة قومية أخرى، وأراد أن يرى بدل ذلك نشوء مجتمع نموذجي: مجتمع غير قائم على فكرة هيمنة اليهود على العرب.

## فلسفته
بوبر مشهور بأطروحته عن الوجود الحِواري –الذي وصفه في كتاب «أنا وأنت»، لكن عمله مع ذلك تناول مواضيع أخرى عديدة، منها: الوعي الديني، والحداثة، ومفهوم الشر، والتعليم، وعلم تأويل الكتاب المقدس.

## الجوائز والتقدير
في 1951 نال جائزة غوته من جامعة هامبورغ.
في 1953 نال جائزة السلام الألمانية لتجارة الكتب.
في 1958 نال جائزة إسرائيل في الإنسانيات.
في 1961 نال جائزة بياليق في الفكر اليهودي.
في 1963 نال جائزة إيراسموس بأمستردام.

## وصلات خارجية
- مارتن بوبر على موقع IMDb (الإنجليزية)
- مارتن بوبر على موقع الموسوعة البريطانية (الإنجليزية)
- مارتن بوبر على موقع مونزينجر (الألمانية)
- مارتن بوبر على موقع ميوزك برينز (الإنجليزية)
- مارتن بوبر على موقع إن إن دي بي (الإنجليزية)
- مارتن بوبر على موقع ديسكوغز (الإنجليزية)

- مارتن بوبر على مشروع الدليل المفتوح